# پدیده کاویتاسیون در سیالات فوق بحرانی
کاویتاسیون در سیالات فوق‌بحرانی (به انگلیسی: *Cavitation in Supercritical Fluids*) به پدیده تشکیل و فروپاشی حباب‌های بخار یا گاز در سیالاتی گفته می‌شود که در شرایط فوق‌بحرانی (دما و فشار بالاتر از نقطه بحرانی) قرار دارند. این پدیده به‌دلیل خواص منحصربه‌فرد سیالات فوق‌بحرانی، مانند چگالی متغیر و ویسکوزیته پایین، رفتار متفاوتی نسبت به کاویتاسیون در سیالات معمولی از خود نشان می‌دهد.

## مقدمه
سیالات فوق‌بحرانی (SCFs) موادی هستند که در دما و فشار بالاتر از نقطه بحرانی خود قرار گرفته‌اند و خواصی بین گاز و مایع دارند. معروف‌ترین نمونه این سیالات، دی‌اکسید کربن فوق‌بحرانی (scCO₂) است که در صنایع استخراج، داروسازی و پردازش مواد کاربرد گسترده‌ای دارد.
کاویتاسیون در این سیالات زمانی رخ می‌دهد که کاهش موضعی فشار (مثلاً در اثر عبور سیال از یک نازل یا پروانه پمپ) باعث تشکیل حباب‌های گاز یا بخار می‌شود. با افزایش مجدد فشار، این حباب‌ها به‌سرعت فروپاشیده و امواج ضربه‌ای ایجاد می‌کنند که می‌تواند منجر به خوردگی، فرسایش و آسیب تجهیزات شود.

## مکانیسم کاویتاسیون در سیالات فوق‌بحرانی
برخلاف سیالات معمولی که کاویتاسیون در آن‌ها عمدتاً ناشی از تبخیر موضعی است، در سیالات فوق‌بحرانی، این پدیده ممکن است شامل تغییر فاز ناگهانی، تشکیل مناطق چگالی پایین و حتی جدایش فازهای گاز-مانند باشد. برخی از ویژگی‌های کلیدی عبارتند از: 
1. وابستگی شدید به دما و فشار: در نزدیکی نقطه بحرانی، تغییرات کوچک در دما یا فشار می‌تواند باعث تغییرات شدید در چگالی و در نتیجه رفتار کاویتاسیون شود.
2. کاهش ویسکوزیته: ویسکوزیته پایین سیالات فوق‌بحرانی باعث افزایش احتمال تشکیل حباب و همچنین سرعت بالاتر فروپاشی آن‌ها می‌شود.
3. انتشار سریع امواج ضربه‌ای: فروپاشی حباب‌ها در این سیالات می‌تواند امواج ضربه‌ای قوی‌تری نسبت به آب یا روغن ایجاد کند.

## کاربردها و چالش ها

### کاربرد ها:
1. استخراج فوق‌بحرانی: در دستگاه‌های استخراج با scCO₂، کاویتاسیون می‌تواند بر بازده فرآیند تأثیر بگذارد.
2. خنک‌کاری پیشرفته: استفاده از سیالات فوق‌بحرانی در سیستم‌های خنک‌کاری با چالش کاویتاسیون مواجه است.
3. پردازش مواد غذایی و دارویی: در فرآیندهای استریلیزاسیون و ریزذره‌سازی، کنترل کاویتاسیون اهمیت دارد.

#### چالش ها:
1. فرسایش تجهیزات: فروپاشی حباب‌ها می‌تواند به پمپ‌ها، شیرها و لوله‌ها آسیب برند.
2. کنترل دشوار: به‌دلیل حساسیت بالا به دما و فشار، پیش‌بینی و مهار کاویتاسیون در این سیالات پیچیده است.

## جمع بندی
کاویتاسیون در سیالات فوق‌بحرانی به‌دلیل خواص منحصربه‌فرد این سیالات، پدیده‌ای پیچیده و با چالش‌های عملی است. تحقیقات بیشتر در این زمینه می‌تواند به بهبود طراحی تجهیزات و بهینه‌سازی فرآیندهای صنعتی کمک کند.
گرد آورندگان : فرینا درخشان ، عاطفه بندی ، امیرحسین عیدمحمدی ، بیتا شریف نژاد ، آیه حمود.